# Andrej Cesar
Andrej Cesar, slovenski podobar, * 1824, Nova Cerkev, † 1885, Zagreb.
Andrej Cesar, oče podobarja I. Cesarja, se je izučil  podobarstva in pozlatarstva pri podobarju Mastajaku v Frankolovem in potem dve leti nadaljeval učenje v Gradcu. Leta 1853 se je naselil v Mozirju, od koder je izvrševal razna naročila po  Štajerskem in Koroškem. Med drugim je naredil oltarje za cerkve, ki stoje v Gornjem Gradu, Ljubnem ob Savinji, Solčavi in še v nekaterih drugih cerkvah v širši okolici Mozirja.